# یک خانواده محترم
یک خانواده محترم فیلمی جنجالی محصول مشترک ایران و فرانسه به کارگردانی مسعود بخشی و تهیه‌کنندگی محمد آفریده و ژاک بیدو در سال ۲۰۱۲ است.

## داستان
فیلمساز، نگاه انتقادی نسبتاً تندی به جامعه امروز ایران از زاویه دید استاد جوان جامعه‌شناسی (آرش با بازی بابک حمیدیان) دارد که از پاریس به نزد مادرش که تنها در شیراز زندگی می‌کند بازمی‌گردد. این بازگشت برای او یادآور خاطرات دردناک دوران کودکی (دوران جنگ ایران و عراق) و خشونتی است که پدرش در حق او، برادر بزرگترش (که در جبهه شهید شده) و مادرش روا داشته‌است. «یک خانواده محترم» فساد اداری و کلاهبرداری‌های کلان به کمک مسولان رده بالای نظامی، قضایی و دولتی را به تصویر می‌کشد. روندی که طی آن، ضرب و شتم استاد دانشگاه توسط نیروهای رسمی اطلاعات، حذف فیزیکی و قتل وکیل پرونده، صدور معافیت از خدمت بدون طی مراحل قانونی (طبیعتاً توسط یک مقام ارشد نظامی) و کسب موافقت مقام‌های عالی قضایی برای تسهیل تملک غیرقانونی میراث خانوادگی صورت می‌گیرد، بسیار فراتر از «مشکلات خانوادگی» است. فیلم از امروز می‌آغازد و لحظه‌ای را ترسیم می‌کند که یک استاد دانشگاه پس از بیست و دو سال به کشور بازگشته و با مشکلاتی روبروست؛ او نمی‌تواند مجوز کتابش را بگیرد، در دانشگاه با او مخالفت می‌کنند و نمی‌تواند برای خروج از کشور — به دلیل مشکلات سربازی — پاسپورتش را پس بگیرد. پس از صحنه غافلگیری فیلم و زمانی که روشن می‌شود دست برادر و پسر برادر ناتنی آرش در یک کاسه است، ناگهان شبکه‌ای پیچیده و هراس‌آور و قدرتمند از روابط اداری-مالی مبتنی بر فساد حکومتی در ورای فیلم ترسیم می‌شود. برادر برج ساز، مثال نوکیسه‌هایی است که در فضای آمیخته به دروغ و ریای جاری در جامعه و با سوءاستفاده از انتساب خانوادگی به شهدای جنگ عراق علیه ایران، دارای قدرتی بدون مسولیت شده‌اند که حد و مرزی نمی‌شناسد. پسر برادر نانتی که «بدمن» اصلی قصه است نیز، نماد مهره‌های کم سن و سال و فرصت طلبی است که در سال‌های اخیر و در دولت احمدی‌نژاد به پست‌های کلیدی دست یافته‌اند. برادر ناتنی مردم را «گوساله‌هایی که دوباره به خیابان ریخته‌اند» می‌نامد و برای گوشمالی یکی از آنها، از اتومبیل خارج می‌شود، وقتی برمی‌گردد، آرش پاسپورت و بلیط و پول را جاگذاشته و رفته‌است.
فیلم با روحیه خسته شخصیت اصلی پیش می‌رود، در حالی که پدرش — یک حاجی محتکر از زمان جنگ و یک میلیاردر فعلی — در بیمارستان در حال مرگ است. اما قصه بیشتر از جایی شکل می‌گیرد که برادر ناتنی این استاد دانشگاه قصد دارد برای کسب کامل ثروت حاجی که در میانه فیلم می‌میرد، او را از سر راه بردارد و در این راه از نفوذ پسرش در نیروهای امنیتی استفاده می‌کند. اینجاست که با شخصیت پسر جوانی روبرو می‌شویم که جزو نیروهای امنیتی است و به خاطر از راه برداشتن عمو در زمینه ارث و میراث، او را دستگیر می‌کند. فیلم در واقع با دستگیری شخصیت اصلی آغاز می‌شود و بعد با یک فلش بک قصه را تا زمان دستگیری و اندکی پس از آن دنبال می‌کند. از سویی فیلم تصویر تلخ‌تری از زمان حال می‌دهد و موقعیتی را تصویر می‌کند که در آن بحث اصلی، مسئله پول است و حالا همان آدم‌ها یا فرزندان و نواده‌های آن‌ها با صراحت و قدرت بیشتر و بدون پرده پوشی به مال اندوزی میلیاردی و رانت خواری مشغولند و در این راه ابایی از هیچ‌کس ندارند.
پایان بندی هنرمندانه فیلم نیز تصویری که مسعود بخشی در پی ترسیم اش است را کامل می‌کند: آرش پس از زندانی شدن و ضرب و شتم و تملک غیرقانونی تمام اموالش، لبریز از خشم و درد در اتومبیل برادرش نشسته. قرار است برادر ناتنی در آخرین مرحله از اجرای نقشه‌اش، او را به فرودگاه ببرد و به زور روانه خارج از کشور کند. مردم به خیابان آمده‌اند و راه بندان شده. در آخرین نما، چهره آرش را می‌بینیم که در پس زمینه‌اش میدان آزادی است، در چهره‌اش تصمیم به ماندن و استقامت، و در شیشه‌های عینک و فضای اطراف قاب، انعکاس نور ملایم سبز.

## دربارهٔ فیلم
روزنامه لوموند در چند نوبت به این فیلم پرداخت. نوئمی لوسیانی در لوموند با یادآوری خط کلی داستان فیلم نوشت: «اولین سکانس این فیلم که نحوه دستگیری آرش توسط یک راننده تاکسی را نشان می‌دهد، می‌توان در هر فیلم اکشن آمریکایی نیز دید. این فیلم پیش از همه فیلمی مافیایی است که با دقت بسیار زیادی ساخته شده‌است. در این فیلم آرش و برادر شهیدش در یک سو قرار دارند و جعفر و پسرش حامد در سوی دیگر. سینمای ایران فیلم‌های زیادی از این دست را تولید کرده‌است که در آن‌ها تمایل برای بازسازی چهره ایران وجود دارد که ما همواره از تاریخ بزرگ آن‌ها شنیده‌ایم.»
ماهنامه «پریمیر» که سه ستاره از پنج ستاره را به این فیلم داده بود یک خانواده محترم را فیلمی سیاسی معرفی کرد و نوشت: «آرش استاد دانشگاه، پس از بیست و دو سال زندگی در اروپا به کشور خود بازمی‌گردد و خود را در میان توطئه‌ای که یکی از اعضای خانواده برایش تدارک دیده‌است می‌بیند. این فیلمِ سیاسی و مؤثر، اولین فیلم بلند «مسعود بخشی» است که به خوبی فساد و خشونت را به نمایش گذاشته‌است.»
تیری مرانژه، عضو هیئت تحریریه ماهنامه «کایه دو سینما» و دانشیار در ادبیات مدرن دربارهٔ این فیلم می‌نویسد: «مسعود بخشی مستندساز ایرانی برای اولین بار یک فیلم داستانی را به تصویر کشیده‌است و مانند اصغر فرهادی جسارت به خرج داده‌است. ما در فیلم یک خانواده محترم از دید آرش، ایران امروز را می‌بینیم. آرش یک استاد دانشگاه است که برای مدتی به ایران بازمی‌گردد. وی برای درمان جامعه‌ای که از میزان فساد و غارت‌های مافیایی در حال خفگی است تلاش می‌کند. «بخشی» در این فیلم با پیوند دادن تصاویر کودکی آرش و زندگی امروزی او، پرده ازشخصیت کلیدی این فیلم یعنی پدر خانواده، برمی‌دارد، پدری که هم از جنگ ایران و عراق استفاده شخصی کرده و هم مسبب اصلی از هم پاشیدن خانواده است. همچنین وی با استفاده از تصاویر آرشیوی، چشم‌انداز شفاف و جالبی از جنگ ایران و عراق ارائه کرده‌است.»
رومن بلوندو در ماهنامه «ترانسفوژ» در مورد «یک خانواده محترم» نوشت: «این فیلم که در آخرین فستیوال کن توسط ۱۵ فیلمساز، برگزیده شد اولین فیلم مسعود بخشی است که تصویری از ایران گرفتار تاریک اندیشی به نمایش می‌گذارد. این فیلم دربارهٔ یک استاد جوان دانشگاه شیراز است که پس از سال‌ها به ایران بازگشته است. آرش در عرض چند هفته درگیر طوفانی از توطئه‌های خانوادگی و مالی می‌شود».
برخی منتقدین فرانسوی به دلیل اینکه «یک خانواده محترم» تصاویری واقعی را از جامعه نشان می‌دهد این فیلم را قابل تمجید می‌دانند. ماهنامه «تیزر» که «یک خانواده محترم» را لایق سه ستاره از پنج ستاره می‌دانست نوشت: «مسعود بخشی در اولین فیلم خود زندگی یک استاد دانشگاه ایرانی را به نمایش می‌گذارد که برای محروم شدن از سهم ارث خود، با خطر مرگ مواجه می‌شود. مسعود بخشی نیز مانند اصغر فرهادی، جعفر پناهی و محمد رسول اف تصویری واقعی و پراضطراب از کشور خود به نمایش گذاشته‌است اما فاصله خود را با فیلم نامه‌های رایج در این کشور حفظ کرده‌است.»
اما در این میان یادداشت نویش ماهنامه «استودیو» که چشم اش یک خانواده محترم را نگرفته بود و این فیلم را مستحق یک ستاره از پنج ستاره می‌دانست گله از پیچیدگی داستان کرد و نوشت: «این فیلم یک داستان ایرانی بسیار پیچیده بود. سینمای ایران با جدایی نادر از سیمین، انرژی و زنده بودن خود را با وجود فشار شدید بر هنرمندان این کشور، اثبات کرد. بلافاصله پس از آن، با فیلم یک خانواده محترم نیز ما شاهد یک درام خانوادگی دیگر هستیم که عضوی از یک خانواده در حالی که سال‌ها در خارج از ایران زندگی کرده‌است پس از ورود به تهران در یک دام خانوادگی گرفتار می‌شود. متأسفانه فیلمساز خود را بسیار درگیر پیچیدگی‌های این اثر کرده‌است.»
این فیلم در هشت روز نخست اکران در ۴۱ سالن سینمای فرانسه نمایش داده شد و در این مدت ۲۲۰۰۰ نفر از این فیلم دیدن کردند.
بابک حمیدیان – بازیگر نقش آرش- پیشتر در این باره گفته بود: «متأسفانه در مورد اسم اول این فیلم سوءتفاهمی پیش آمد. اسم فیلم «خرمشهر» به معنی همان شهر معروف در خوزستان نبود. بلکه اسم فیلم «خرم شهر» به معنی شهری خرم بود. البته باید بگویم فلاش بک‌های این مرد از فرنگ برگشته عموماً در دوران جنگ است؛ یعنی ما خاطرات بچگی او را در زمان جنگ می‌بینیم در حالیکه هیچ تصویری از خود جنگ در فیلم نداریم. «خرم شهر» در واقع کنایه‌ای به تهران است. شهری که خرم است. این اسم استعاره‌ای از تهران بود. مثل نام فیلم «سعادت آباد» به کارگردانی مازیار میری که دربارهٔ فضایی بود که هیچ سعادتی در آن نبود. یک جور کنایه به آنچه که آرزوست و وجود ندارد. اما این عنوان دو پهلو را به خاطر همان سوتفاهمی که با اسم شهر خرمشهر به وجود می‌آورد تغییر دادند و نام «یک خانواده محترم» را روی فیلم گذاشتند.»
شخصیت اصلی داستان چهره‌ای مغموم در سراسر فیلم تا سکانس آخر دارد که پس از تصمیم برماندن در وطن و همراه شدن با جمعیت معترض به سوی آزادی، بشاش و پرامید می‌شود و در نهایت انعکاس نور سبز در عینک آرش به عنوان آخرین تصویر، شاید نشانی از امید به آینده و جنبش سبز باشد. به نظر می‌رسد.

## جوایز
یک خانواده محترم اولین فیلم بلند مسعود بخشی، تنها نماینده سینمای ایران در شصت و پنجمین دوره جشنواره فیلم کن مورداستقبال منتقدان قرار گرفت. این فیلم جایزه بهترین فیلم در بخش افق‌های تازه را در جشنواره بین‌المللی فیلم ابوظبی نیز به خود اختصاص داد. اسکرین اینترنشنال فیلم را به عنوان «یک درام نیروبخش و قابل فهم» تحسین کرد و هالیوود ریپورتر آن را «یک کیفرخواست سیاسی که هنرمندانه ساخته شده» دانست. مسعود بخشی، در حاشیه جشنواره کن به خبرنگاران گفته بود: «این فیلم، زندگی‌نامه شخصی نیست، اما با الهام از اتفاقات واقعی زندگی آدم‌های اطراف من ساخته شده‌است. من از نسلی حرف می‌زنم که در جنگ ایران و عراق بزرگ شدند، جنگی که سرنوشت نسل مرا عوض کرد.» اما این روزها اولویت مسعود بخشی که اکران فیلمش در ایران بود رویایش شده‌است. او پیشتر گفته بود: «می‌خواستم چیزهایی را کندوکاو کنم که لزوماً در رسانه‌ها دیده نمی‌شود.» این فیلم در جشنواره فیلم ابوظبی جایزه بهترین فیلم بخش افق‌های تازه را که به مسابقه فیلم‌های اول و دوم فیلمسازان اختصاص دارد، دریافت کرد.
یک خانواده محترم به تهیه‌کنندگی محمد آفریده و دو تهیه‌کننده فرانسوی، به‌عنوان تنها نماینده سینمای ایران در جشنواره کن ۲۰۱۲ در بخش جنبی دو هفته کارگردانان رقابت کرد و در جشنواره فیلم لندن و ششمین دوره جشنواره فیلم ابوظبی نیز شرکت نمود.
جنجال بر سر فیلم یک خانواده محترم از زمانی آغاز شد که این فیلم در جشنواره کن نمایش داده شد و سپس از جشنواره ابوظبی جایزه گرفت.

## حواشی
یک خانواده محترم اولین فیلم بلند مسعود بخشی، تنها نمایندهٔ سینمای ایران در شصت و پنجمین دوره جشنواره فیلم کن مورد استقبال منتقدان قرار گرفت. اسکرین اینترنشنال فیلم را به عنوان «یک درام نیروبخش و قابل فهم» تحسین کرد و هالیوود ریپورتر آن را «یک کیفرخواست سیاسی که هنرمندانه ساخته شده» دانست. مسعود بخشی، در حاشیه جشنواره کن به خبرنگاران گفته بود: «این فیلم، زندگی‌نامه شخصی نیست، اما با الهام از اتفاقات واقعی زندگی آدم‌های اطراف من ساخته شده‌است. من از نسلی حرف می‌زنم که در جنگ ایران و عراق بزرگ شدند، جنگی که سرنوشت نسل من را عوض کرد.» اما این روزها الویت مسعود بخشی که اکران فیلمش در ایران بود رویایش شده‌است. او پیشتر گفته بود: «می‌خواستم چیزهایی را کندوکاو کنم که لزوماً در رسانه‌ها دیده نمی‌شود.» این فیلم در جشنواره ابوظبی جایزه بهترین فیلم بخش افق‌های تازه را که به مسابقه فیلم‌های اول و دوم فیلمسازان اختصاص دارد، دریافت کرد. روزنامه‌های اصولگرا این جایزه را سیاسی دانستند و علت را در سیاه‌نمایی این فیلم از فضای جامعه ایران دانستند و سیدمحمد حسینی وزیر ارشاد گفت: «ما مخالف شرکت فیلم «یک خانواده محترم» در جشنواره ابوظبی بودیم و آن‌ها بدون اطلاع و مجوزمان فیلم را در این جشنواره به نمایش گذاشتند.» حاشیه‌ها وقتی پر رنگ تر شد که جواد شمقدری رئیس سازمان سینمایی اعلام کرد که از این فیلم شکایت کرده‌اند او گفت: «ما اعتراضمان را به «یک خانواده محترم» نشان دادیم و شکایتی هم شده‌است و بقیه کار به دستگاه‌های دیگر برمی‌گردد که باید این شکایت را رسیدگی کنند.» و رحیم زاده مدیر گروه دفاع مقدس مرکز سیمافیلم از لغو مشارکت سیما فیلم با این فیلم خبر داد و گفت: «ابتدا مشارکت ما به صورت ۵۰ درصدی بود. ما ۴ قسط را به آقای آفریده ارائه دادیم اما زمانی که فیلم به ما ارائه شد، دیگر حاضر نشدیم هیچ قسطی به ایشان بپردازیم و قبل از نمایش در کن لغو مشارکت کردیم.» و اضافه کرد: «ما طبق تمام کارهایی که در سیما فیلم تولید می‌شود به تهیه‌کننده اعتماد کردیم اما متأسفانه اعتماد ما مورد بی‌تعهدی تهیه‌کننده قرار گرفت و محمد آفریده با مدیریت مارمولک‌گونه آن‌گونه که باید ساخت فیلم را مدیریت نکرد و زمانی که فیلم را به ما ارائه داد زمانی بود که فیلم در جشنواره کن حاضر شده بود. ما از او خواستیم تا فیلم را از جشنواره خارج کند اما به دلیل مشارکت شرکت خارجی این اتفاق صورت نگرفت.»